# Ca Don Lluís
Ca Don Lluís és una obra de Flix (Ribera d'Ebre) inclosa a l'Inventari del Patrimoni Arquitectònic de Catalunya.

## Descripció
Situat dins del nucli urbà de la població de Flix, formant cantonada entre la plaça i el carrer de l'Església, i el carrer Major. Edifici cantoner rehabilitat de planta més o menys rectangular, amb la coberta de teula de dos vessants i distribuït en planta baixa i dos pisos. Consta de tres crugies perpendiculars a la façana principal, orientada al carrer Major. Aquest nivell presenta el parament de la planta baixa bastit en carreus de pedra ben desbastats disposats en filades regulars, i s'obre a l'exterior mitjançant tres portals rectangulars amb les llindes planes. Als pisos superiors, que presenten els paraments arrebossats i decorats a manera de carreus, hi ha tres balcons exempts per planta, amb les llosanes motllurades i les baranes de ferro treballades. La part més destacable de la façana són els dos escuts de pedra situats a la primera planta. L'escut de la família Castellví presenta com a motiu central una torre coronada per tres torretes, i està envoltat de motius ornamentals de temàtica geomètrica i vegetal. Està coronat per una celada disposada de perfil i rematada amb diversos plomalls. L'altre escut està decorat amb motius geomètrics i vegetals situats al centre de l'element, els quals es troben envoltats de cordons decoratius i motllures. Destaca la inscripció gravada que delimita la zona central, la qual fa referència a la Mare de Déu: "ET NOMEN VIRGINIS".

## Història
Casa patrimoni de la família Castellví, coneguda popularment com a Ca Don Lluís, en referència a Lluís de Castellví i Domènech, mort sense fills a finals de segle xix. Posteriorment la va heretar Llís de Castellví i Torres com apareix registrada
en un document de la Batllia General de Catalunya conservat a l'ACA (classe 2a JJ, núm. 3, foli 151) en els següents termes: "...posehe toda aquella casa con su corral y patio ocasal en parte rehedificado y a ella contiguo con todos sus derechos y pertinencia sita en la Calle Mayor de la dicha villa de Flix nombrada la Calle de Ascó (...) y linda la dha casa corral y patio por la parte de arriba con dha Calle Mayor por la de abajo con la plasuela nombrada de Santa Maria, de un lado con la casa del Magco. Ayuntamiento de la propia villa y de otra parte con la casa de Josef Rius soguero..."
En altre document es recull que la finca havia estat adquirida el 22 de març de 1787. Encara que la situació física no acaba de quadrar amb la situació actual (donat els canvis urbanístics de Flix), descendents directes de la família Castellví que habiten l'immoble en qüestió han confirmat que la casa del document és la casa emplaçada en el carrer Major 19. Cal esmentar que Felip va ser nomenat Cavaller Honrat de la ciutat de Barcelona el 19 de maig de 1804 i elevat a Cavaller del Principat de Catalunya el 20 d'abril de 1807, quan adopta l'escut d'armes dels Castellví.